# Meges
Na mitologia grega, Meges, filho de Fileu ( grego antigo: Μέγης Φυλεΐδης / transliterado: Meges Phyleides) foi o comandante dos Dulíquios e um grupo de Epeios  durante a Guerra de Tróia.

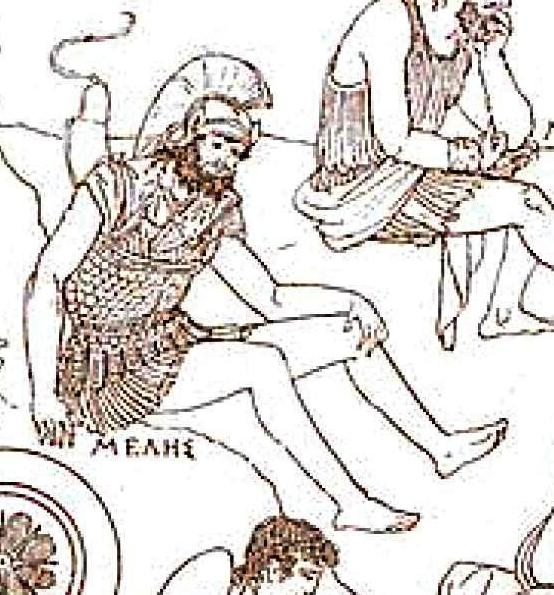
Ilustração artística representando Meges

## Família
Meges era filho de Fileu  e o nome de sua mãe é dado como Eustyoche Ctímene (ou Clímenes) , Timandra,  Hagnete ou Ctesimache. 

## Mitologia
Segundo Apolodoro e Higino, Meges foi um dos pretendentes de Helena,  e comandou os exércitos dos equinadianos e dos dulíquios durante a Guerra de Tróia, tendo convocado quarenta ou sessenta navios; ele também liderou um contingente de Epeios que uma vez migraram para o Dulíquio com seu pai, quando este fugia da ira do avô de Meges, Augias, rei da Élida.  A cólera dele fora motivada pelo testemunho favorável de Fileu a Hércules sobre a prometida recompensa ao semideus, por ter executado o trabalho da limpeza dos estábulos a mando de Euristeu, sendo um décimo dos amados bois do rei. Posteriormente, com a morte de seu pai e irmãos pelas mãos de Hércules, Fileu, então exilado, retorna e recebe o reinado. 
Meges foi creditado como tendo matado vários oponentes, incluindo Pedeu, filho de Antenor,  Cresmo,  Anficlo,  Agelau,  Eurímenes,  (em outras versões, teria sido por Hércules) e Deiopites   (em outras versões, este teria sido morto por Odisseu). Dólops tentou acertá-lo com uma lança, mas o espartilho que Meges usava, um presente de Eufetes de Éfira para seu pai, salvou sua vida.  Meges ajudou Odisseu a arrecadar presentes para Aquiles.  Ele foi um dos homens a entrar no Cavalo de Tróia. 
De acordo com Díctis de Creta, Meges caiu em Tróia.  Pausânias menciona uma pintura dele ferido no braço por um troiano, Admetes, filho de Augeas.  Tzetzes relata que Meges, junto com Proto e vários outros, morreram em Eubeia. 